# Pulvinaria peregrina
Pulvinaria peregrina är en insektsart som först beskrevs av Borchsenius 1953.  Pulvinaria peregrina ingår i släktet Pulvinaria och familjen skålsköldlöss. Inga underarter finns listade i Catalogue of Life.